# Перлез
Перлез (серб. Перлез) — населённый пункт в Сербии, в Воеводине, Средне-Банатском округе, общине Зренянин.

## Население
В селе проживает 3818 жителей, из которых совершеннолетних 3108. Средний возраст — 41,3 года (мужчины — 39,7 года, женщины — 42,9 года). В населённом пункте 1284 домохозяйств, среднее число членов в которых — 2,97 (данные переписи 2002 года).